# Erwein von Aretin
Erwein Freiherr von Aretin (* 19. September 1887 in Bad Kissingen; † 25. Februar 1952 in München) war ein deutscher Journalist und Monarchist sowie Funktionär der Bayernpartei.

## Leben und Wirken
Er entstammte der Familie Aretin und war ein Urgroßneffe des Historikers Johann Christoph Freiherr von Aretin. Seine Eltern waren Freiherr Anton von Aretin (1847–1921) und Prinzessin Maria Anna von der Leyen und zu Hohengeroldseck (1857–1936). Er hatte noch drei ältere Geschwister: Karl (1884–1945), Adelheid Gräfin von Arco auf Valley (1883–1957) und Elisabeth Gräfin von Bissingen und Nippenburg (1886–1957).
Von Aretin studierte nach dem Abitur 1906 am Wilhelmsgymnasium München Astronomie und Kunstgeschichte und war vor dem Ersten Weltkrieg Assistent an der Kuffner-Sternwarte in Wien-Ottakring.
Seit 1924 war er, zuletzt als Ressortleiter für Innenpolitik, für die Münchner Neuesten Nachrichten tätig, die Anfang der dreißiger Jahre die auflagenstärkste Tageszeitung Süddeutschlands war. Parallel gehörte Erwein von Aretin bis 1927 dem Aufsichtsrat der Kreuzzeitung an. Er nutzte seine Stellungen zum Kampf sowohl gegen den Nationalsozialismus als auch gegen die Weimarer Republik.
In seiner 1924 erschienenen programmatischen Schrift Das bayerische Problem fordert Aretin, dass ein Königreich Bayern anstelle des 1919 zerschlagenen Kaiserreichs Österreich „auf die verödete Ostbastion des deutschen Volkes“ treten müsse, „soll nicht die üble Mischung balkanisch-jüdischen Geistes ihr zersetzendes Gift weiterfressen lassen in den gesunden deutschen Körper“. Die von Aretin verwendete Metapher vom jüdischen Geist als zersetzendes Gift war seinerzeit sowohl in judenfeindlich-katholischen Kreisen als auch in der aufkommenden nationalsozialistischen Bewegung weitverbreitet und ist wesentlicher Bestandteil antisemitischer Ideologien.
In politischer Hinsicht war er Vorsitzender des Bayerischen Heimat- und Königsbundes (BHKB), bis dieser 1933 verboten wurde.
Aretin wurde am 13. März 1933 verhaftet und saß im KZ Dachau ein. Sein Nachfolger als Ressortleiter für Innenpolitik der Münchner Neuesten Nachrichten wurde Wilhelm von Lossow. Nach der Freilassung am 17. Mai 1934, für die sich der Reichsstatthalter Epp und Rupprecht von Bayern eingesetzt hatten, wurden gegen ihn ein Publikationsverbot und ein Aufenthaltsverbot für Bayern verhängt. Er lebte bis Kriegsende im Schwarzwald. Trotz des Verbotes veröffentlichte er in der Schweiz unter verschiedenen Pseudonymen und bei verschiedenen Zeitungen NS-kritische Artikel.
Ab September 1949 war von Aretin Herausgeber der Wochenzeitung Münchner Allgemeine, die der Bayernpartei nahestand. Er selbst war Bezirksvorsitzender der BP in Niederbayern und Vorstandsmitglied des wiederbegründeten BHKB.

## Familie
Am 7. Oktober 1914 heiratete er die Gräfin Maria Anna von  Belcredi (1888–1968). Aus dieser Ehe gingen vier Söhne hervor.
Sein ältester Sohn Anton Freiherr von Aretin (1918–1981) war für die Bayernpartei Bundestags- und Landtagsabgeordneter, sein dritter Sohn Karl Otmar Freiherr von Aretin (1923–2014) war ein bekannter Historiker.
Der zweite Sohn Sebastian (1921–1945) fiel im Zweiten Weltkrieg. Der jüngste Sohn Richard (1926–2006) war Jesuitenpater in München sowie Postulator im Seligsprechungsverfahren für P. Rupert Mayer SJ.

## Werke (Auswahl)
- Das Bayerische Problem. J. Lindauersche Universitätsbuchhandlung (Schöpping), München 1924.
- Wittelsbacher im KZ. Münchener Dom Verlag, München (1946).
- Kronprinz Rupprecht von Bayern – Sein Leben und Wirken. In: Weiß-blaue Hefte, Folge 4, 1948.
- Die Sühneseele von Konnersreuth. 2., erheblich erw. Aufl., 6.–10. Tsd., Verlag Hacker, Gröbenzell bei München 1956.
- Krone und Ketten. Erinnerungen eines bayerischen Edelmannes. Herausgeber Karl Buchheim und Karl Otmar von Aretin, Süddeutscher Verlag, München 1955.